# Hermandad del Cristo del Amor Misericordioso y Servidores del Templo
La Hermandad del Cristo del Amor Misericordioso y Servidores del Templo es una hermandad de culto católico que tiene su sede canónica en la Catedral de San Cristóbal de La Laguna de la ciudad homónima, en la isla de Tenerife, en la comunidad autónoma de Canarias (España).

## Historia
Hermandad fundada el 29 de marzo de 1984 por iniciativa de un grupo de jóvenes de la parroquia de la catedral que eligen como imagen titular al Cristo de la Sala Capitular o del Amor Misericordioso. No será hasta dos años más tarde que la cofradía salió por primera vez a la calle en procesión el Lunes Santo.

## Titulares
- Cristo del Amor Misericordioso: También llamado Cristo de la Sala Capitular, es una obra realizada por el escultor tinerfeño Fernando Estévez en 1828. La imagen fue encargada a raíz de la creación de la Diócesis de Tenerife en 1819 y la posterior edificación de la Catedral de Nuestra Señora de los Remedios para presidir la Sala Capitular catedralicia.

## Salidas Procesionales
- Lunes Santo: A las 19:00 horas, procesión del Santísimo Cristo del Amor Misericordioso.[3]

- Viernes Santo: A las 17:00 horas, Procesión Magna.[3]